# Zilverchloride-elektrode

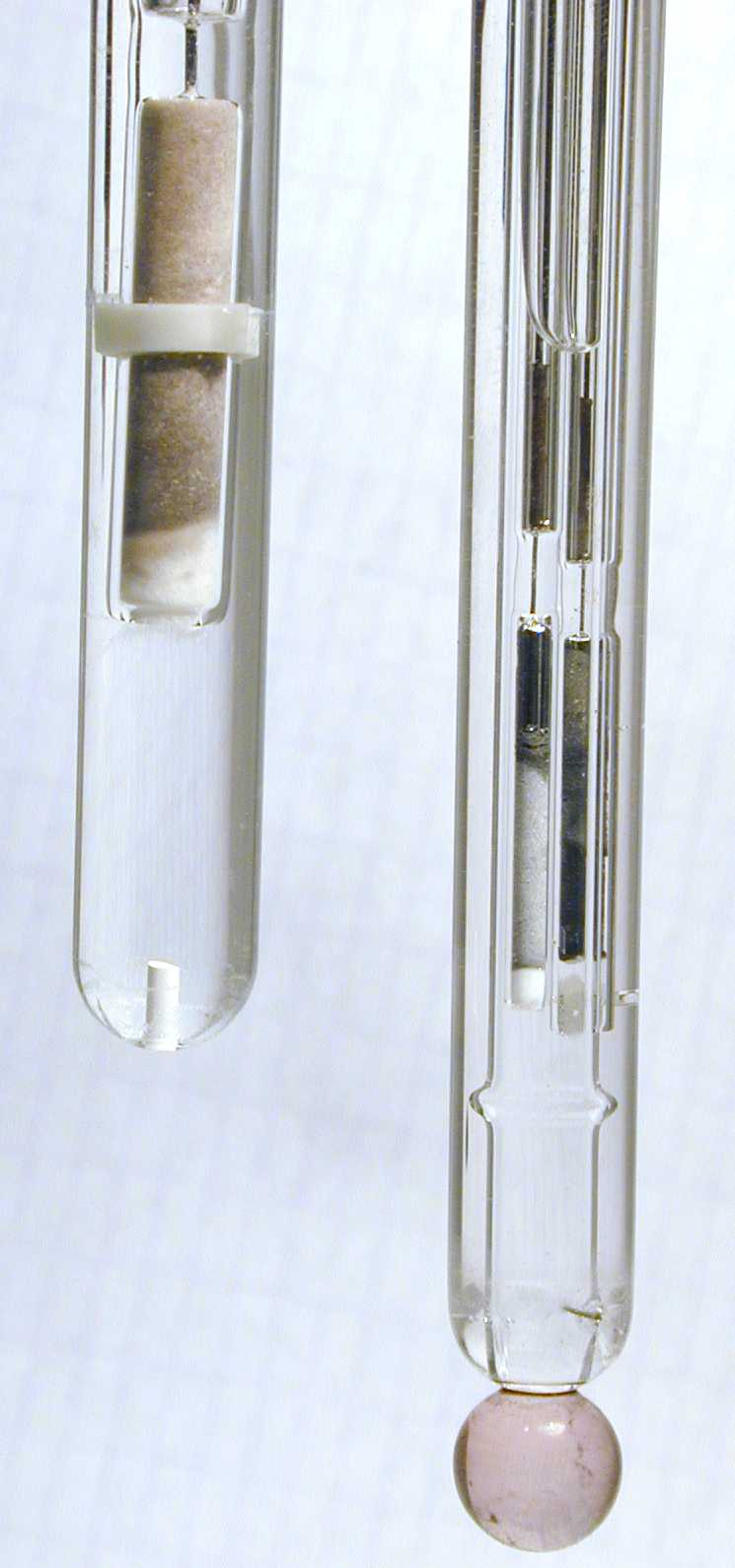
Zilver/zilverchloride- referentie-elektrode (links) en pH-glaselektrode (rechts). Let op de "frit".

Een (zilver-)zilverchloride-elektrode (of Ag/AgCl-elektrode) is een referentie-elektrode die bestaat uit een zilverdraadje waarop een laagje zilverchloride ligt.
De elektrode kan reversibel elektronen opnemen of weer afstaan:
Ag + Cl− → AgCl + e−
Deze AgCl-laag kan makkelijk gemaakt worden door een zilverdraadje aan de positieve pool van een stroombron te hangen en het draadje in een chloorhoudende oplossing te brengen.